# Кінзекеєво
Кінзеке́єво (рос. Кинзекеево, башк. Кинйәкәй) — село у складі Ішимбайського району Башкортостану, Росія. Входить до складу Скворчихинської сільської ради.
Населення — 261 особа (2010; 307 в 2002).
Національний склад:
- башкири — 94%

## Відомі особистості
В поселенні народилась:
- Шаріпова Гульчачак Табрисівна (* 1958) — радянська башкирська театральна акторка.